# Shiva Purana
O Shiva Purana é um dos dezoito principais textos do gênero Purana em sânscrito no hinduísmo e parte do corpus da literatura do Shaivismo. Ele gira principalmente em torno do deus Shiva e da deusa Parvati, mas faz referência e reverencia todos os deuses.  
O Shiva Purana afirma que já consistiu em 100.000 versos dispostos em doze Samhitas (Livros); no entanto, o Purana acrescenta que foi resumido pelo sábio Vyasa antes de ser ensinado a Romaharshana. Os manuscritos sobreviventes existem em muitas versões e conteúdos diferentes, com uma versão principal com sete livros (localizada no sul da Índia), outra com seis livros, enquanto a terceira versão remonta à região medieval de Bengala, no subcontinente indiano sem nenhuma divisão de livros, mas duas grandes seções chamadas Purva-Khanda (Seção Anterior) e Uttara-Khanda (Seção Posterior).   As duas versões que incluem livros, intitulam alguns dos livros da mesma forma e outros de forma diferente. O Shiva Purana, como outros Puranas na literatura hindu, provavelmente era um texto vivo, que era rotineiramente editado, reformulado e revisado por um longo período de tempo.  O manuscrito mais antigo dos textos sobreviventes provavelmente foi composto, estima Klaus Klostermaier, por volta do século X ao XI EC.  Alguns capítulos dos manuscritos Shiva Purana que ainda sobrevivem foram provavelmente compostos após o século XIV.
O Shiva Purana contém capítulos com cosmologia centrada em Shiva, mitologia, relacionamento entre deuses, ética, ioga, locais de tirtha (peregrinação), bhakti, rios e geografia e outros tópicos.   O texto é uma importante fonte de informação histórica sobre diferentes tipos e teologia por trás do Shaivismo no início do segundo milênio EC.  Os capítulos sobreviventes mais antigos do Shiva Purana têm uma filosofia Advaita Vedanta significativa, que é misturada com elementos teístas de bhakti.
Nos séculos 19 e 20, o Vayu Purana chegou a ser intitulado como Shiva Purana algumas vezes, e proposto por alguns como parte do Shiva Purana completo. Com a descoberta de mais manuscritos, a academia moderna considera os dois textos como diferentes, com Vayu Purana sendo o texto mais antigo, composto em algum momento antes do século II d.C.   Alguns estudiosos o listam como um Mahapurana, enquanto alguns afirmam que é um Upapurana. 

## Data
A data e os autores do Shiva Purana são desconhecidos. Nenhum dado autêntico está disponível. Estudiosos como Klostermaier e Hazra estimam que os capítulos mais antigos do manuscrito sobrevivente provavelmente foram compostos por volta dos séculos 10 a 11 d.C, que não resistiram ao teste da tecnologia de datação por carbono, portanto, nessa parte, devemos confiar no texto próprio que conta quando foi composto.  Certos livros e capítulos dos manuscritos do Shiva Purana que ainda sobrevivem foram provavelmente compostos posteriormente, alguns após o século XIV. O Shiva Purana, como outros Puranas na literatura hindu, foram rotineiramente editados, reformulados e revisados ao longo dos séculos. 
Hazra afirma que o manuscrito de Bombaim publicado no século 19 é mais raro e provavelmente mais antigo do que outras versões publicadas no leste e sul da Índia.

## Manuscritos diferentes
Shiva é atman (alma)
Um médico diagnostica corretamente,

e cura uma enfermidade através de remédios.

Da mesma forma, Shiva é chamado de médico do mundo,

por aqueles que estão cientes na natureza de seus princípios.

Shiva é a grande alma,

porque ele é a alma que está em todos,

Ele terá eternamente as grandes virtudes,

não há uma alma maior que a dele.

—Shiva Puran, Kailasa Samhita, chapter 9.17-22
(abridged, tradutor: JL Shastri. traduzido para português: Pedro Cabral)
Existem várias revisões deste texto. A revisão do manuscrito de Bombay de 1884 publicada pela Vangavasi Press, Calcutá em 1896 consiste em seis samhitas (seções): 
| #      | Samhita (Seção)                                  | Adhyaya s (capítulos) |
| ------ | ------------------------------------------------ | --------------------- |
| I      | Jnana Samhita                                    | 78                    |
| II     | Vidyesvara Samhita                               | 16                    |
| III    | Kailasa Samhita                                  | 12                    |
| IV     | Sanatkumara Samhita                              | 59                    |
| V      | Vayaviya Samhita : i. Purvabhaga ii. Uttarabhaga | <br> 30 <br> 30       |
| VI     | Dharma Samhita                                   | 65                    |
| Total: | Total:                                           | 290                   |

O segundo manuscrito do Shiva Purana publicado em 1906, reimpresso em 1965, pelo Pandita Pustakalaya, Kashi consiste em sete Samhitas:
| #      | Samhita (Seção)                                                                                   | Adhyaya s (capítulos) |
| ------ | ------------------------------------------------------------------------------------------------- | --------------------- |
| I      | Vidyesvara Samhita                                                                                | 25                    |
| II     | Rudra Samhita : i. Srstikhanda ii. Satikhanda iii. Parvatikhanda iv. Kumarakhanda v. Yuddhakhanda | 20 43 55 20 59        |
| III    | Satarudra Samhita                                                                                 | 42                    |
| IV     | Kotirudra Samhita                                                                                 | 43                    |
| V      | Uma Samhita                                                                                       | 51                    |
| VI     | Kailasa Samhita                                                                                   | 23                    |
| VII    | Vayaviya Samhita : i. Purvabhaga ii. Uttarabhaga                                                  | 35 41                 |
| Total: | Total:                                                                                            | 457                   |

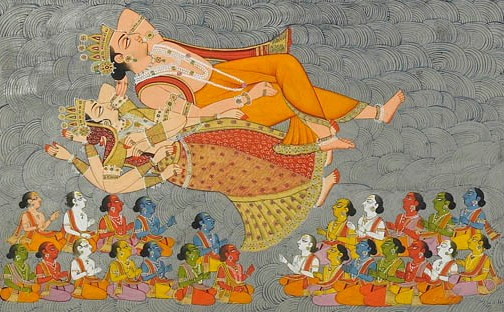
A Criação do Oceano Cósmico e os Elementos, fólio do Shiva Purana, c. 1828.

De acordo com as revisões a partir de uma passagem encontrada nos primeiros capítulos de Vidyesvara Samhita e Vayaviya Samhita, o Shiva Purana original compreendia doze Samhitas, que incluíam cinco Samhita perdidos: Vainayaka Samhita, Matr Samhita (ou Matrpurana Samhita), Rudraikadasa Samhita, Sahasrakotirudra Samhita e Dharma Samhita (ou Dharmapurana Samhita). O número de versículos nessas seções foi o seguinte: 
1. Vidyeshvara Samhita - 10.000
2. Rudra Samhita - 8.000
3. Vainayaka Samhita - 8.000
4. Uma Samhita - 8.000
5. Matri Samhita - 8.000
6. Rudraikadasha Samhita - 13.000
7. Kailasa Samhita - 6.000
8. Shatarudra Samhita - 3.000
9. Sahasrakotirudra Samhita - 11.000
10. Kotirudra Samhita - 9.000
11. Vayaviya Samhita - 4.000
12. Dharma Samhita - 12.000

Vários outros Samhitas também são atribuídos ao Siva Purana . Estes são o Isana Samhita, o Isvara Samhita, o Surya Samhita, o Tirthaksetramahatmya Samhita e o Manavi Samhita . 
Haraprasad Shastri mencionado no Notices of Sanskrit MSS IV, pp. 220–3, Nos, 298–299 fala sobre outro manuscrito do Siva Purana, que é dividido em Dois Khandas (Partes), o Purvakhanda e o Uttarakhanda. O Purvakhanda consiste em 3270 slokas em 51 capítulos escritos na escrita Nagari e o Uttarakhanda tem 45 capítulos escritos na escrita Oriya. Foi preservado em Mahimprakash Brahmachari Matha em Puri. O Purvakhanda deste manuscrito é o mesmo que o Sanatkumara Samhita da Vangavasi Press Edition. </link>

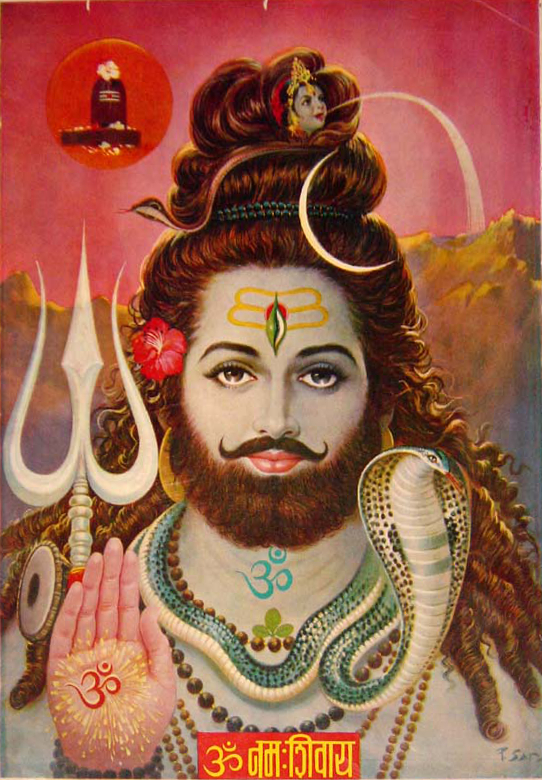
O Shiva Purana, nos versos 6.23-6.30 do Vayaviya Samhita, afirma que Om (Pranava) entoado por Shiva, inclui dentro de si Brahma, Vishnu, Rudra e Shiva, há Purusha em tudo, nada é menor nem maior que Shiva-Atman.

## Conteúdo
O Vidyesvara Samhita, também chamado de Vighnesa Samhita ou Vidyasara Samhita, aparece em ambas as edições, é livre da mitologia encontrada em alguns outros samhitas e é dedicado a descrever a grandeza e o bhakti em torno de Shiva, particularmente por meio do ícone do Shivalinga. Esta seção também é notável por mencionar Shaiva Agamas e textos tântricos, mas frequentemente citando os Vedas e afirmando que o texto é a essência do ensino védico e do Vedanta. Os capítulos deste samhita compartilhado em diferentes versões do Shiva Purana incluem uma descrição da geografia da Índia e rios do norte e sul da Índia com tanta frequência e uniformidade que Hazra afirma que é difícil avaliar se esta parte foi composta no norte ou no sul Índia.
O Jnanasamhita em um dos manuscritos compartilha o mesmo conteúdo com Rudrasamhita do outro manuscrito, ao apresentar a cosmologia e mitologia, e é notável por sua discussão sobre saguna e nirguna em torno Shiva.
O texto discorre sobre deusas e deuses, dedica trechos de capítulos elogiando Vishnu e Brahma, além daqueles relacionados a avatares como Krishna. Afirma que se deve começar com karma-yajna, depois passo a passo com tapo-yajna, depois autoconhecimento, meditação regular, e finalmente proceder para jnana-yajna e yoga para alcançar sayujya (união íntima) com Shiva que permeia tudo. O texto enfatiza bhakti e yoga, ao invés do aprendizado acadêmico dos Vedas. 
O Shiva Purana dedica capítulos à filosofia Shaiva-Advaita, como o Linga Purana e outros Puranas relacionados ao Shaivismo, defendendo-o como um sistema de libertação desse mundo. O texto também apresenta o Brahman como tema satcitananda, com Shiva-Shakti masculino e feminino como uma unidade, e a percepção da pluralidade-ou diferenciação como uma forma de ignorância. O trabalho devocional guiado pelo Amor (Bhakti), afirma o texto, leva ao conhecimento, e esse amor combinado com o conhecimento leva a atrair pessoas santas e gurus, e com eles a pessoa atinge a Liberação, afirma Shiva Purana. Essas ideias, afirma Klaus Klostermaier, são semelhantes àquelas encontradas nos Puranas e na Literatura Shakti relacionadas a Devi.
Os livros populares e fáceis de ler sobre Shiva Purana são publicados pela Diamond Books em vários idiomas e em todos os formatos.